# Cheilotrichia tenuifurca
Cheilotrichia tenuifurca là một loài ruồi trong họ Limoniidae. Chúng phân bố ở miền Cổ bắc.